# MG-15
MG-15 (нім. Maschinengewehr 15) — німецький авіаційний кулемет, розроблений фірмою Rheinmetall AG на основі кулемету MG-30, що використовувався арміями нацистської Німеччини та Японської імперії за часів Другої світової війни. На початковій стадії світової війни використовувався практично на всіх бомбардувальниках, що перебували на озброєнні Люфтваффе. Починаючи з 1940 року, MG-15 почали замінювати на більш потужні кулемети, а зняті з літаків після невеликої модифікації йшли на озброєння в піхотні частини.

## Історія
MG-15 було розроблено на основі MG-30, для якого, своєю чергою, використовувались напрацювання, зроблені компанією Rheinmetall у другій половині 1920х років.
На початок Другої світової війни MG-15 використовувався майже у всіх літаках Люфтваффе, де було передбачене окреме місце для стрілка з кулеметом. Втім, вже в кінці 1940 цей кулемет почали замінювати на MG-81 калібром 7.92 з живленням зі стрічки, MG-81Z (здвоєний MG-81), MG-131 калібром 13 мм або автоматичні гармати MG 151/20. Застарілі MG-15 після незначної модифікації передавали у піхотні підрозділи. Всього до початку 1944 року було замінено понад 17600 кулеметів.
У Японії виготовлялись ліцензійні копії MG-15. У літаках їх використовували під назвою Type 98, в Імперському флоті як Type 1. Кулемети Type 98 також використовувались комуністичними силами під час війни у Кореї..

## Конструкція
MG-15 стріляє з відкритим затвором, тому його неможливо використовувати сумісно з пристроями синхронізації стрільби через пропелер.
Живлення відбувається з магазина місткістю 75 патронів. Магазин складається з двох циліндричних частин, розташованих симетрично по обидва боки від зброї. Швидкість стрільби складає понад 1000 пострілів на хвилину; відповідно, магазин можна спустошити менш ніж за 4.5 секунди. Як правило, у кожному літаку було не менше десяти змінних магазинів. Необхідність частого перезаряджання була суттєвим недоліком, оскільки у цей час літак залишався без захисту.

## Літаки, що використовували кулемет MG-15
Третій Рейх
- Arado Ar 196
- Blohm & Voss Ha 139
- Blohm & Voss Ha 140
- Blohm & Voss BV 141
- Blohm & Voss BV 142
- Dornier Do 17
- Dornier Do 23
- Dornier Do 215
- Focke-Wulf Fw 58
- Focke-Wulf Fw 189
- Focke-Wulf Fw 200 «Condor»
- Heinkel He 111
- Heinkel He 114
- Heinkel He 115
- Henschel Hs 126
- Junkers Ju 88
- Junkers Ju 252
- Messerschmitt Me 321
- Junkers Ju 87

## Відео
- MG15 German Anti-airtcraft Machinegun full-auto 8mm mauser caliber